# Myos Hormos
Myos Hormos, parfois dans les ouvrages en français Myos Ormos ou Muos Ormos (grec ancien Μυὸς Ὃρμος : le mouillage de la souris) est un ancien port égyptien, fondé au IIe siècle avant notre ère sur la rive occidentale de la mer Rouge. Il est localisé sur le site actuel de Quseir al-Quadim (anciennement Quseir, Kusayr sous la période islamique), à 8 km au nord de Al-Qusair.
Après des traces d'activité à l'époque ptolémaïque ce port connaît une forte activité au lendemain de la conquête romaine de l’Égypte lorsque les caravanes le relient à Coptos. Pour assurer leur protection et leur ravitaillement en eau, l’armée romaine construit des forts (des præsidia) le long de cette route, des puits fortifiés abritant une petite garnison. Le commerce avec l'Inde et la pêche y sont attestés. Jean-Pierre Brun a donné de nombreuses informations sur l'état actuel des connaissances archéologiques de Myos Hormos lors d'un colloque organisé au Collège de France en mars 2016.
Après son abandon, vraisemblablement dû à l'ensablement, il connait une seconde période d'activité à l'époque musulmane (XIe - XIIIe siècle) qui a donné lieu à un nouveau commerce avec l'Orient.